# Горжа

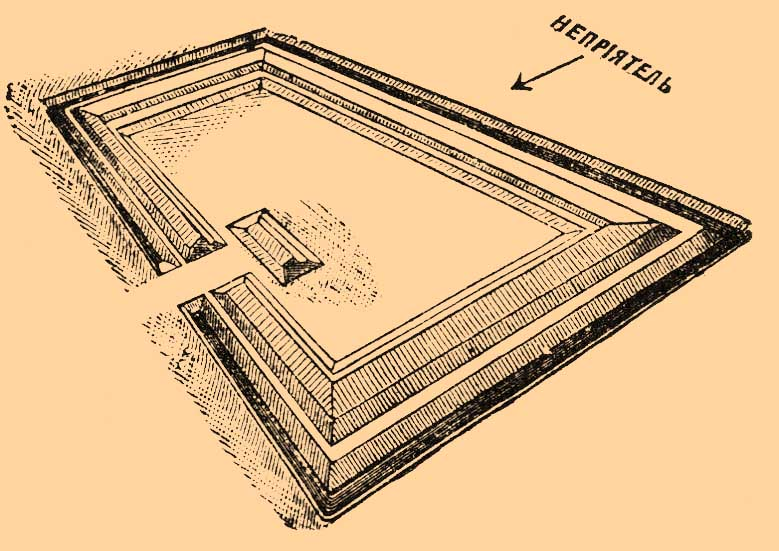
Горжа редуту, захищена насипом-траверсом.

Го́ржа (від фр. gorge — «горло, шийка») — тильна частина фортифікаційного укріплення (муру, валу, бастіону, редуту тощо) або звернутий до тилу вихід з укріплення. У редутах горжа захищалася внутрішнім насипом-траверсом, у бастіонах — виходила у внутрішній простір фортеці. Задній фас редутів називався горжевим.